# Lingua della suocera
La lingua della suocera o parlare tabù è una caratteristica di molte lingue australiane aborigene e di alcune lingue native nordamericane per cui in presenza di alcuni parenti è tabù l'uso della lingua quotidiana e risulta quindi necessario l'uso di un nuovo linguaggio.
I registri delle lingue della suocera tendono ad avere la stessa fonologia e la stessa grammatica della lingua standard di cui fanno parte, mentre il lessico tende ad avere delle restrizioni rispetto al linguaggio normale, poiché deve essere usato solo quando sia assolutamente necessario parlare con i parenti tabù.
Ad esempio, nella lingua dyirbal c'è il registro linguistico normale (chiamato guwal) e il registro tabù dyalngui che consiste nel sostituire alcune parole guwal con una serie speciale di elementi lessicali quando si sia in presenza di parenti acquisiti del sesso opposto, in presenza di nipoti acquisiti del sesso opposto e di cugini acquisiti del sesso opposto. Queste parole sono comunque in numero ristretto, e il loro significato tende ad essere più generico, p.e. il verbo dyalngui bubaman sostituisce i verbi guwal baygun "scuotere", dyindan e banyin "colpire".